# Wasserkraftwerk Pielweichs
Das Kraftwerk Pielweichs ist ein Laufwasserkraftwerk an der Isar und das letzte Kraftwerk an der Isar vor der Einmündung in die Donau.

## Lage und Leistung
Das Kraftwerk liegt bei Pielweichs, einem Stadtteil von Plattling im niederbayerischen Landkreis Deggendorf. Die elektrische Leistung des Kraftwerks beträgt 12,6 Megawatt. Der Netzanschluss erfolgt über eine Schaltanlage vor Ort auf der 20-kV-Mittelspannungsebene in das Stromnetz des Verteilnetzbetreibers Bayernwerk AG. Bei der Bundesnetzagentur wird die Anlage unter der Nummer BNA 1230 geführt.

## Geschichte
Das 1994 eröffnete Kraftwerk wurde nach dem Verkauf der Bayernwerk AG durch die bayerische Staatsregierung im Jahr 1994 und der Fusion der Konzerne VIAG AG und VEBA AG von der E.ON Kraftwerke GmbH betrieben. Ihr operatives Geschäft wurde mit Wirkung zum 25. September 2015 durch zwei Ausgliederungen über die Uniper Holding GmbH auf deren Tochterunternehmen Uniper Kraftwerke GmbH übertragen.
Seit Dezember 2022 gehört die Gesellschaft als Teil der Uniper Holding GmbH als indirekte Folge des russischen Überfalls auf die Ukraine zu 99,12 % dem deutschen Staat.